# Национална библиотека Пољске
Национална библиотека Пољске (пољ. Biblioteka Narodowa, IPA: ; BN) средишња је библиотека Пољске државе, непосредно потчињена Министарству културе и националног наслеђа Пољске.
Библиотека има право на обавезни примерак сваке књиге објављене на подручју Пољске. Сакупља књиге, периодику, електронске и аудиовизуелне документе објављене на подручју Пољске и polonica (књиге и друге публикације које су настале на пољском језику или односе се на Пољску и Пољаке).
Национална библиотека је највећа научна библиотека из области хуманистичких наука у Пољској, главни је архив и ризница пољске књижевне баштине, државни центар за библиографске информације, научна установа, те важан методолошки центар за пољске библиотеке.
Библиотека обавља издавачку делатност – издавач је књига и научних часописа: „Polish Libraries”, „Rocznik Biblioteki Narodowej”, и „Notes Konserwatorski".

## Историја
Корени библиотеке сежу у 18. век (Библиотека Залуских). Године 1780. пољски парламент је наредио да се један примерак од сваке штампане књиге уступи библиотеци. Након подела Пољске и Кошћушковог устанка, одлуком царице Катарине II, књиге из колекције Библиотеке Залуских биле су заплењене а касније извезене у Санкт Петербург и после оснивања (1795) Царске јавне библиотеке допуниле су њен фонд. Посебан део колекције је за време транспорта у Русију уништен или оштећен. Из тог разлога 1918. године, када је Пољска обновила своју самосталност, ниједна централна установа није могла служити као национална библиотека.
Национална библиотека Пољске основана је 24. фебруара 1928. декретом председника Игнација Мошћицког (Ignacy Mościcki). Године 1930. када је отворена за јавност, библиотека је поседовала око 200.000 артикала и од тада непрекидно повећава свој фонд. Њен први управник, од 1934, био је Стафан Демби (Stefan Demby), 1937. године заменио га је Стефан Вртел-Вјерчињски (Stefan Vrtel-Wierczyński). Фонд библиотеке је значајно допуњен поклонима и легатима, а 1932. године председник Игнаци Мошћицки преместио је у библиотеку збирку од око 40.000 књига и 20.000 слика из колекције Станислава Костке Потоцког (Stanisław Kostka Potocki), који су до тада били чувани у Музеју краљевске палате у Виланову.
После оснивања библиотека није имала званично седиште већ је постојало више посебних одељења на неколико локација у Варшави. Главна читаоница налазила се у библиотеци Варшавске економске школе (Szkoła Główna Handlowa), а Одељене посебних фондова смештено је 1935. године у палату Потоцких (pałac Potockich). Касније је настао пројекат према којем је планирано да се званична зграда библиотеке изгради у парку Мокотовско поље (Pole Mokotowskie). Ове намере прекинуло је избијање Другог светског рата.
Уочи Другог светског рата библиотечки фонд састојао се од:
- 6,5 милиона књига и периодике из 19. и 20. века
- 3.000 старих штампаних књига
- 2.200 инкунабула
- 52.000 рукописа
- картографске, графичке и музичке збирке.

Године 1940. немачки окупатор је преименовао Националну библиотеку у Градску библиотеку Варшаве (Staatsbibliothek Warschau) са следећим одељенима:
- Одељење књига за Немце (смештено у згради варшавског Универзитета)
- Затворено одељење са забрањеним књигама, којих се није могло користити (главном седишту Библиотеке, у просторијама Варшавске економске школе)
- Све посебне колекције из различитих варшавских институција и установа (смештене у палати мајората Красињски, на Тргу Републике).

Велики део посебног фонда нацисти су спалили након Варшавског устанка. Уништен је књижни фонд од око 80.000 старих штампаних књига, укључујући драгоцене полоница (16-18. век), 26.000 рукописа, 2.500 инкунабула, 100.000 цртежа и гравира, збирка од 50.000 музикалија и театралија. Процењено је да је од преко 6 милиона свезака смештених у важнијим варшавским библиотекама (1936) 3,6 милиона страдало током Другог светског рата, а већина тог фонда припадала је збирци Националне библиотеке.
Библиотека је обновила делатност 1945. године. Из Немачке и Аустрије у Пољску су враћене књиге заплењене Националној библиотеци током рата и грађа спашена из погођених библиотека Краињских и Пжезђецких (Biblioteka Ordynacji Krasińskich, Biblioteka Przezdzieckich). Године 1959. из Канаде су враћени најстарији писани споменици на пољском језику: Проповеди Светога Крста (Kazania świętkorzyskie), Флоријански псалтир (Psałterz floriański) као и рукописи Фредерика Шопена.
У другој половини 20. века Национална библиотека Пољске добила је ново наменско седиште у области парка Моковско поље. Радови на новој згради Библиотеке трајали су од 1962. до 1976. године.

## Фонд
Национална библиотека Пољске поседује више од 9,5 милиона јединица у свом фонду, укључујући преко 162.000 књига штампаних пре 1801. године, преко 26.000 рукописа (од чега више од 700 музичких рукописа), око 120.000 штампаних музикалија, те 485.000 гравира, што је чини једном од највећих библиотека у Пољској. Библиотека има такође збирку фотографија и других ликовних облика, те преко 130.000 јединица картографске грађе, преко 2 милиона књига, 200.000 ситне штампе и око милион бројева часописа и новина из 19., 20. и 21. века.
Библиотека чува такође 151 лист Супрасаљског зборника, ћириличког споменика који од септембра 2007. припада Унесковом програму Памћење света.
Године 2012. Национална библиотека Пољске потписала је уговор за додавање 1,3 милиона библиографских записа у WorldCat.